# عبد السلام عارف (قرية)
قرية عبد السلام عارف هي إحدى القرى التابعة لمركز بدر في محافظة البحيرة في جمهورية مصر العربية. حسب إحصاءات سنة 2006، بلغ إجمالي السكان في عبد السلام عارف 3177 نسمة، منهم 1670 رجل و1507 امرأة.